# Papa Agató
Agató (Sicília, ca. 577 - Roma, 10 de gener del 681) va ser papa de l'Església Catòlica des del 678 al 681. Trameté llegats al sisè concili ecumènic a Constantinoble, on es va condemnar el monotelisme. És venerat com a sant tant per les Esglésies Catòlica i Ortodoxa.
Hauria nascut a Sicília vers 577, probablement amb un origen oriental. Es creu que era un monjo benedictí membre de la comunitat del monestir de Sant Hermes de Palerm, versat en grec i llatí. Eventualment va passar a Roma i va ser elegit bisbe de la ciutat el 27 de juny del 678, elecció que va ser confirmada ràpidament per l'exarca de Ravenna. Hi ha la creença que tenia més de cent anys quan va succeir a Donus com a papa.
Poc després de l'elecció, va arribar a Roma des d'Anglaterra Wilfrid, bisbe de York deposat per l'arquebisbe de Canterbury, per invocar l'autoritat de la seu romana en el seu nom. Arran d'això es va convocar un sínode al Palau del Laterà per investigar l'afer. Agató va considerar que havia deposat de manera injusta i anticanònica i, finalment, es va decidir la seva restitució.
L'esdeveniment principal del seu mandat és la participació al sisè concili ecumènic (680-681) a Constantinoble, tot i que no de manera personal sinó a través de llegats. S'hi va condemnar el monotelisme, doctrina que considerava que Crist sols tenia una voluntat, i es va acceptar la seva definició en dues voluntats, divina i humana. Va aconseguir també l'abolició de l'impost que s'exigia per la consagració d'un papa recentment elegit de l'emperador Constantí IV, que va ajudar a establir unes bones relacions entre Roma i Constantinoble.
Agató va morir abans que els decrets conciliars arribessin a Roma a causa d'una epidèmia de pesta. Va ser enterrat a Sant Pere del Vaticà el 10 de gener del 681. Té la consideració de sant i és venerat tant per catòlics com ortodoxos. Hom afirma que va destacar per ser afable i caritatiu, i se li atribueixen molt miracles com a taumaturg.